# Madiz
Die Madiz ist eine rund 55 Meter lange Stahlyacht mit einem 2-Schrauben-Antrieb. Die Yacht wurde 1902 auf der River-Clyde-Werft in Schottland gebaut. 2006 erreichte sie einen Rekord im Schiffsbau: Sie ist das älteste Schiff weltweit mit der Klasse „+100A1“ im Lloyd’s-Schiffsregister.

## Geschichte
Die Madiz wurde von G. L. Watson, einem Pionier im Bereich Yachtdesign, entworfen, welcher das erste Designerbüro für exklusive Yachten betrieb. Er entwarf einige der erfolgreichsten America’s-Cup-Yachten. Die Madiz ist das letzte existierende Schiff, welches von ihm persönlich entworfen wurde. Anfang des 20. Jahrhunderts wurden 25 % aller Schiffe weltweit hier gebaut.
Die Madiz ist das einzige Schiff weltweit, welches mehr als 100 Jahre ununterbrochen im Lloyd’s-Schiffsregister eingetragen war. Nach mehr als 137 Jahren ist die Madiz das einzige aus Eisen gebaute Schiff, das eine Einsatzdauer von mehr als 100 Jahren überdauert hat.
Die Yacht wurde unter dem Namen Triton von der Schiffswerft Ailsa Shipyard gebaut. Der erste Eigner war der Philanthrop James Coats junior. Nach seinem Tod wurde das Schiff 1913 von Sir George Bullough, Eigentümer der Isle of Rùm, gekauft und in Rhouma umbenannt.
Von Oktober 1914 bis Oktober 1919 wurde die Rhouma für Patrouillenfahrten verchartert. 1920 wurde das Schiff auf Vincent S.E. Grech in London registriert.
1923 wurde das Schiff durch die Scotts Shipbuilding and Engineering Company in Greenock verlängert und mit einem Kabinenoberdeck versehen. Die Antriebsmaschinen wurden im Zuge dieses Umbaus auf Ölfeuerung umgebaut. 1924 wurde das Schiff auf Captain C. Oswald Liddell in Chepstow registriert und in Osprey umbenannt.
1929 wurde das Schiff auf T. Sackville Manning in London registriert. 1934 wurde es auf W.D. Wills, M.P. in London registriert. Im gleichen Jahr erhielt es eine Elektrifizierung und somit elektrisches Licht.
1938 wurde im Schiffsregister der Name Rhouma eingetragen. In Wirklichkeit wurde aber der Schiffsname Hiniesta verwendet. 1939 wurde das Schiff auf Sir Frederick Preston, G.P., K.B.E., J.P. in Salisbury registriert. Nun wurde auch offiziell der Name Hiniesta im Lloyd’s-Schiffsregister eingetragen.
Im Zweiten Weltkrieg diente das Schiff der Royal Navy als Königliche Yacht für König Georg VI, Königin Elisabeth sowie danach Elisabeth II. für verschiedene Gelegenheiten. Während dieser Zeit wurde die Madiz zur Entwicklung des Radars genutzt. Es wurden Versuche und Tests zur Kalibrierung und Entwicklung des HF/DF-Radiokompasses – einem Vorläufer des heutigen Radars – durchgeführt.
1950 wurde das Schiff auf Sir Frederick Preston registriert, 1951 auf Benjamin Meaker in London. 1953 wurde das Schiff auf Steam Yacht „President Roberts“, Inc., - c/o The International Trust Company of Liberia, Monrovia, registriert und in President Roberts umbenannt.
1954 wurde das Schiff auf Camper & Nicholsons Ltd., Southampton, registriert und wieder in Hiniesta umbenannt. 1955 wurde das Schiff auf North Marine & Industrial Consultants Ltd. in London, 1964 auf North & Partners, Ltd. in London registriert.
1970 wird das Schiff auf C. Keletchekis in Athen, Griechenland, registriert. Dieser blieb für die nächsten vierzig Jahre Eigentümer, teilweise mit diversen verschiedenen Firmen und Reedereien. So wurde das Schiff 1971 auf K.M. Corporation (Monrovia), c/o A. Sahinis, Piräus, Griechenland, registriert. Heimathafen des Schiffes wurde Panama. 1972 folgte die Registrierung auf Kostas Keletsek - c/o Ross Persian Sea Foods Corp., Teheran, Iran. Das Schiff wurde dabei in Madiz umbenannt.
1975 wurde die Schiffsklasse nicht mehr offiziell eingetragen. Die Eigentümer wünschten keine Veröffentlichung. Der letzte Eintrag im Yachtregister ist auf 1977 datiert.
2004 wurde das Schiff auf Prince Trading Corp., Monrovia, registriert und wieder im Lloyd’s-Schiffsregister geführt.

## Sonstiges
1989 diente die Yacht als Kulisse für die Episode Mord auf hoher See aus der englischen Serie Agatha Christie’s Poirot mit David Suchet.

## Konstruktion
Die Madiz ist eine klassische Yacht. Der größte Teil der Decks, die Beplankungen und der Innenausbau sind immer noch im Originalzustand. Sie bestehen aus burmesischem Teakholz, kubanischen Mahagoni in der Eignerkabine sowie massiven Eichenbeplankungen im Empfangsbereich.
Ursprünglich wurde das Schiff von zwei Dampfmaschinen angetrieben. Diese wurden 1975 durch Dieselmotoren von MTU-Mercedes-Maybach ersetzt. Außerdem wurde eine Klimatisierung sowie Satellitenkommunikationseinrichtungen nachgerüstet.
Aktuell verfügt die Madiz über ein dieselbetriebenes 6-m-Tenderboot, ein Speedboot Riva „Super Florida“, ein Festrumpf-Schlauchboot mit einem 35-PS-Außenbordmotor sowie einen Jet-Ski.